# Mycale rotalis
Mycale rotalis är en svampdjursart som först beskrevs av James Scott Bowerbank 1874.  Mycale rotalis ingår i släktet Mycale och familjen Mycalidae. Inga underarter finns listade i Catalogue of Life.